# 光前寺
光前寺位於長野縣駒根市，屬於天台宗的別格本山寺院。山號是宝積山，院號是無動院。主要供奉不動明王。天台宗信濃五山之一（顯光寺、善光寺、更科八幡神宮寺、津金寺、光前寺）。1967年（昭和42年）、庭園被指定為日本國家名勝。另有「靈犬早太郎」的傳說廣為人知。

## 歴史
據說是本聖上人自比叡山求學修行後，於貞觀 (日本)（860年）創建在此開基立寺。開寺一千多年間發生多次火災，古代記錄因此燒毀損失。自古以來就受到武田家、羽柴家等武將保護。德川幕府時代，以地方寺院的資格破格領受六十石的封地。盛極一時。明治以後，許多附屬寺院逐漸荒廢。

## 早太郎傳說
古代時，光前寺的僧人飼養了一隻山犬(應指現在已絕種的日本狼)。當時在遠江國(靜岡縣)的見附村，每年田地都會遭遇災害。村人為了平息災害就在矢奈比売神社舉辦祭祀時，從村中找出一位少女作為祭品獻祭。某次祭祀前，有位旅行僧發現造成災害的原因是一個猿怪在作亂。這猿怪說自己的剋星是在信州(長野縣)的早太郎。於是這名旅行僧就飛快前往信濃，向光前寺的和尚借早太郎。在祭祀之日，早太郎代替作為祭品的少女，和出現的猿怪大戰，制伏了猿怪。
據說在戰鬥中身負重傷的早太郎，回到光前寺後，向和尚吠叫一聲後死去。借了早太郎的和尚為了供養早太郎，就奉納了一部大般若經給光前寺。光前寺將此書作為經藏保管。並將早太郎的墓安置在本堂旁。

## 伽藍
光前寺有眾多樹齢數百年的巨大杉木。以及三種不同風格的庭園，分別是蘭溪道隆式池泉庭園、築山式枯山水、築山式池泉庭園。寺內有自然生成的光苔。枝垂櫻也很有名。寺境全域以「光前寺庭園」之名被指定為國家名勝。
- 本堂 - 嘉永4年（1851年）重建。
- 三門 - 嘉永元年（1848年）重建。上層供祀十六羅漢。
- 弁天堂 - 室町時代建立迄今。歇山頂(日本 入屋母造)式建築。重要文化財。安置弁才天和十五童子像。
- 經藏 - 享和2年（1802年）建。歇山頂(日本 入屋母造)式建築，屋頂兩端以唐破風裝飾。藏有旅行僧奉納的大般若經。
- 三重塔 - 文化5年（1808年）重建。塔高約17公尺。長野縣指定文化財。
- 仁王門 - 安置大永8年（1528年）製作的金剛力士像。駒根市指定的有形文化財。
- 賽河原 - 三重塔南邊，排列了30尊以上的地藏菩薩像。

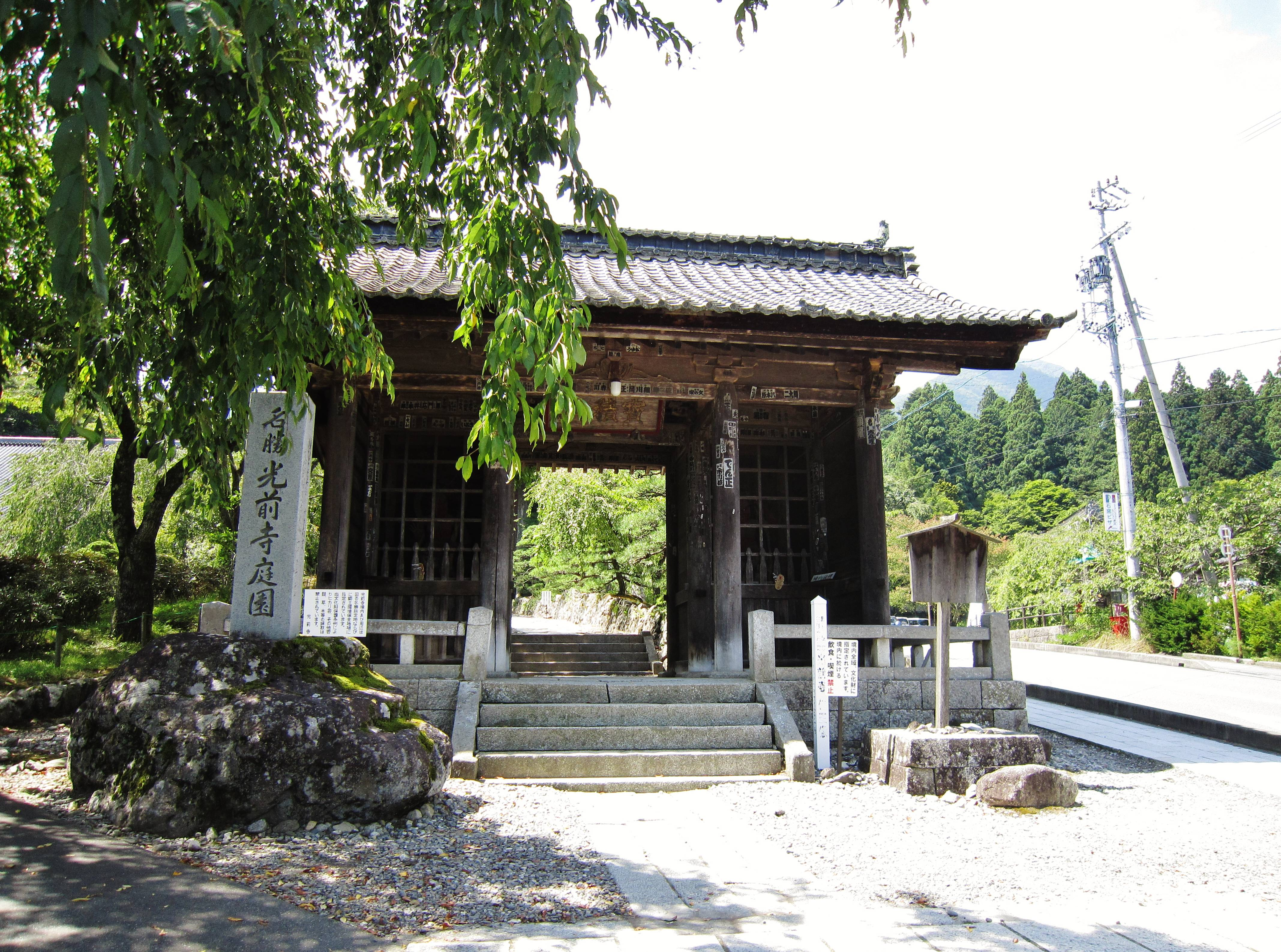
仁王門
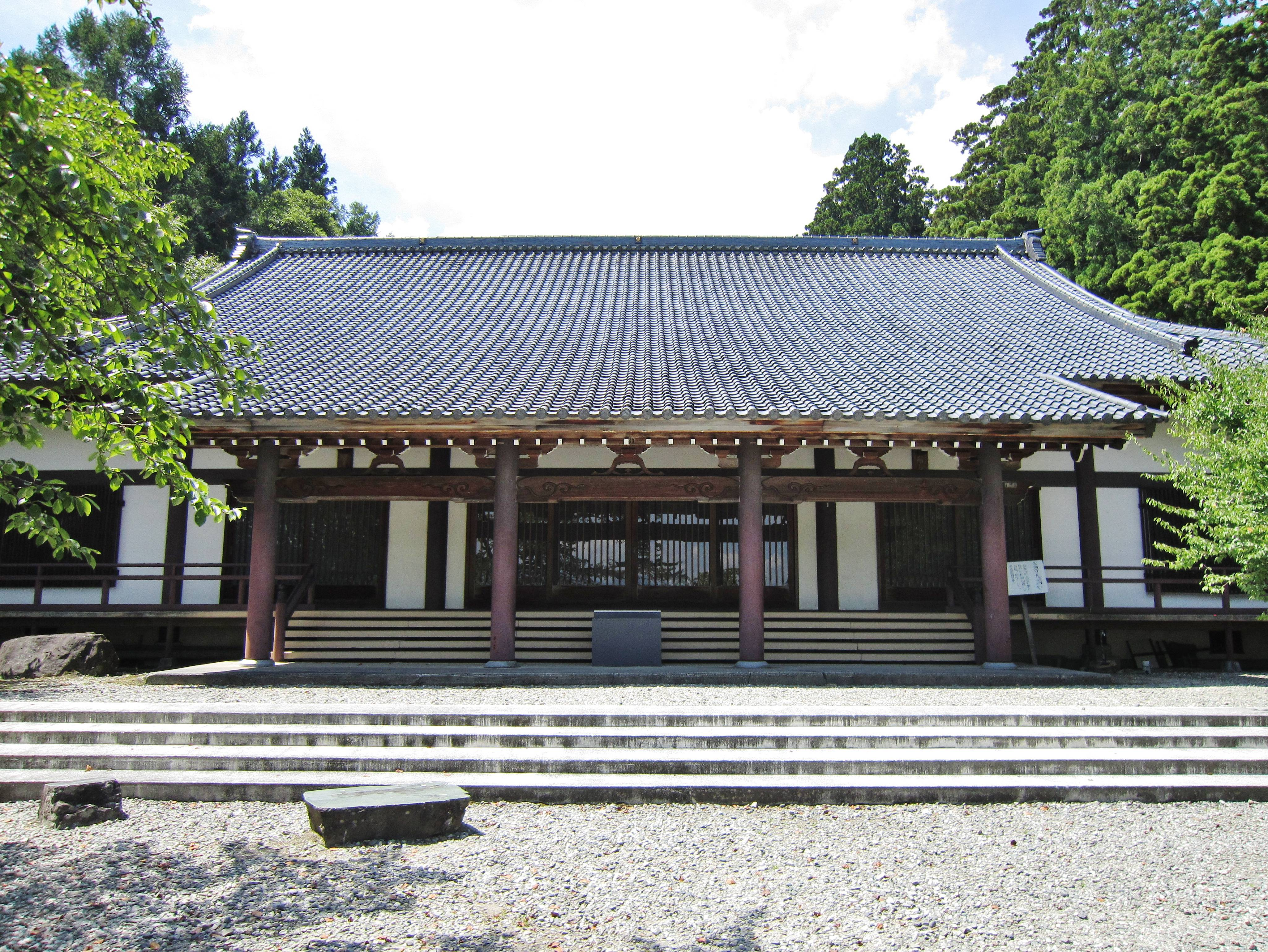
大講堂
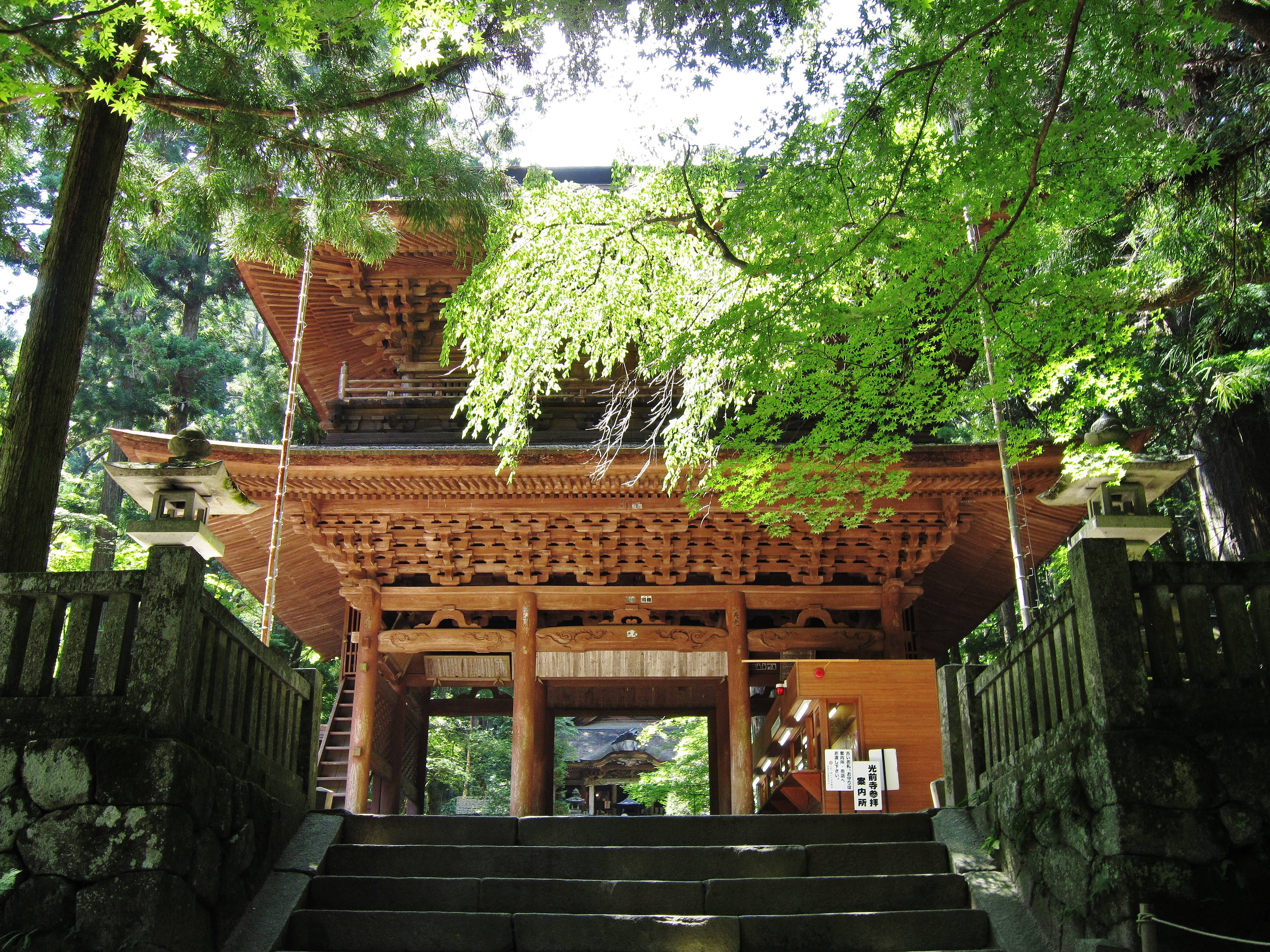
三門（仁王門側）
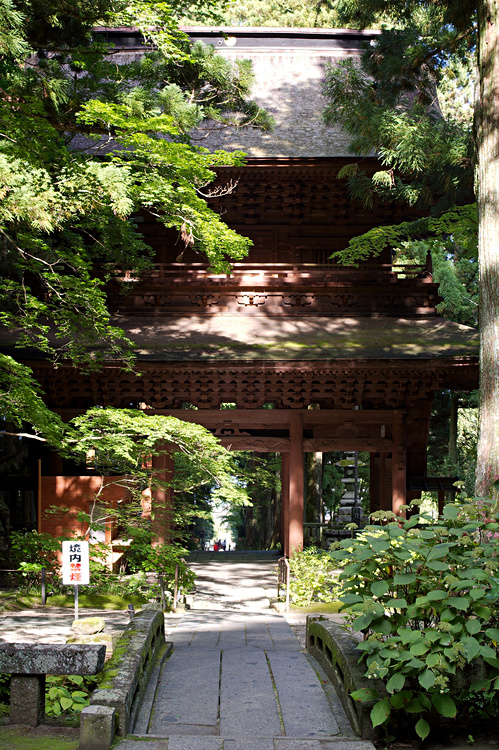
三門（本堂側）
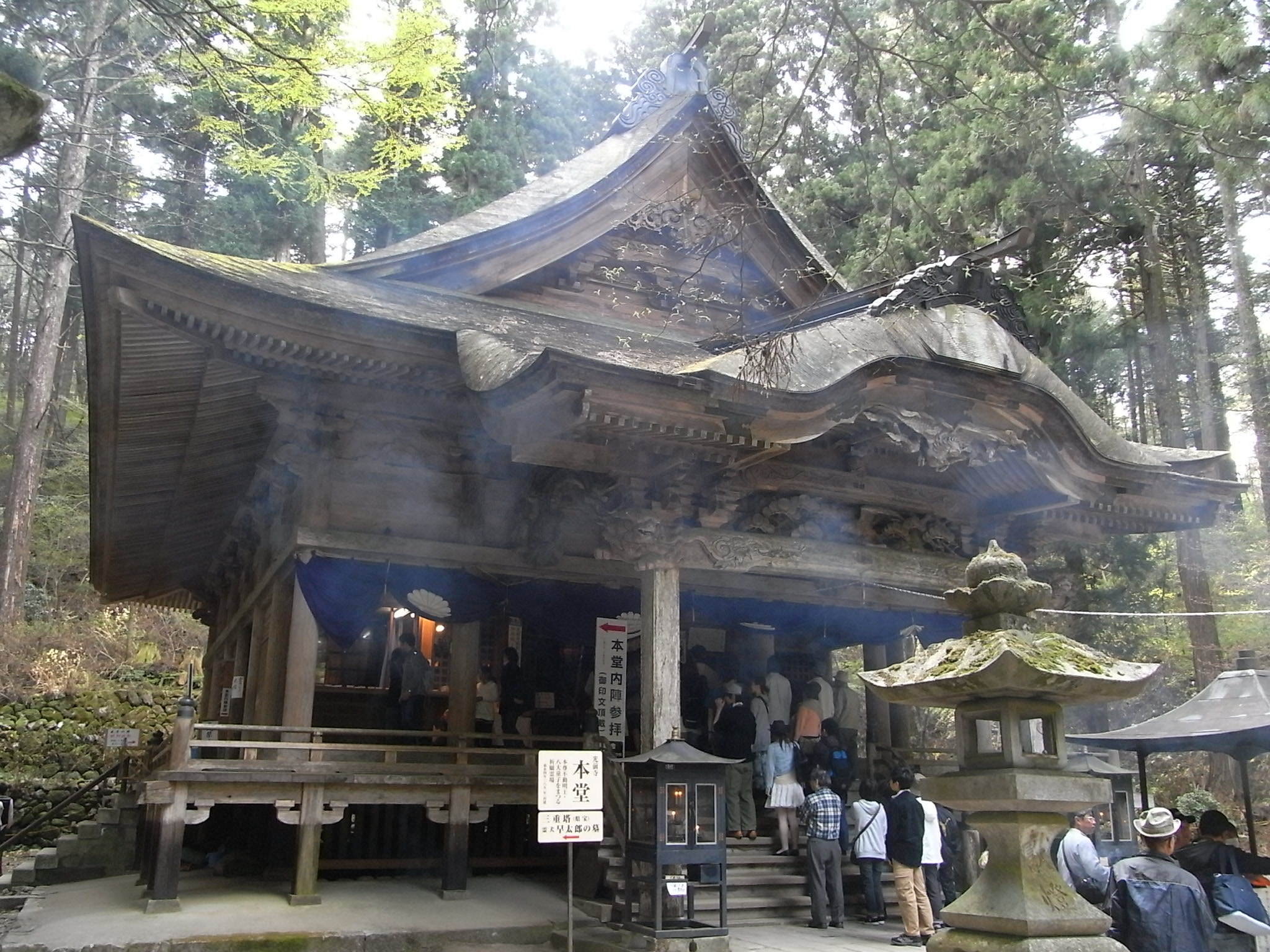
本堂
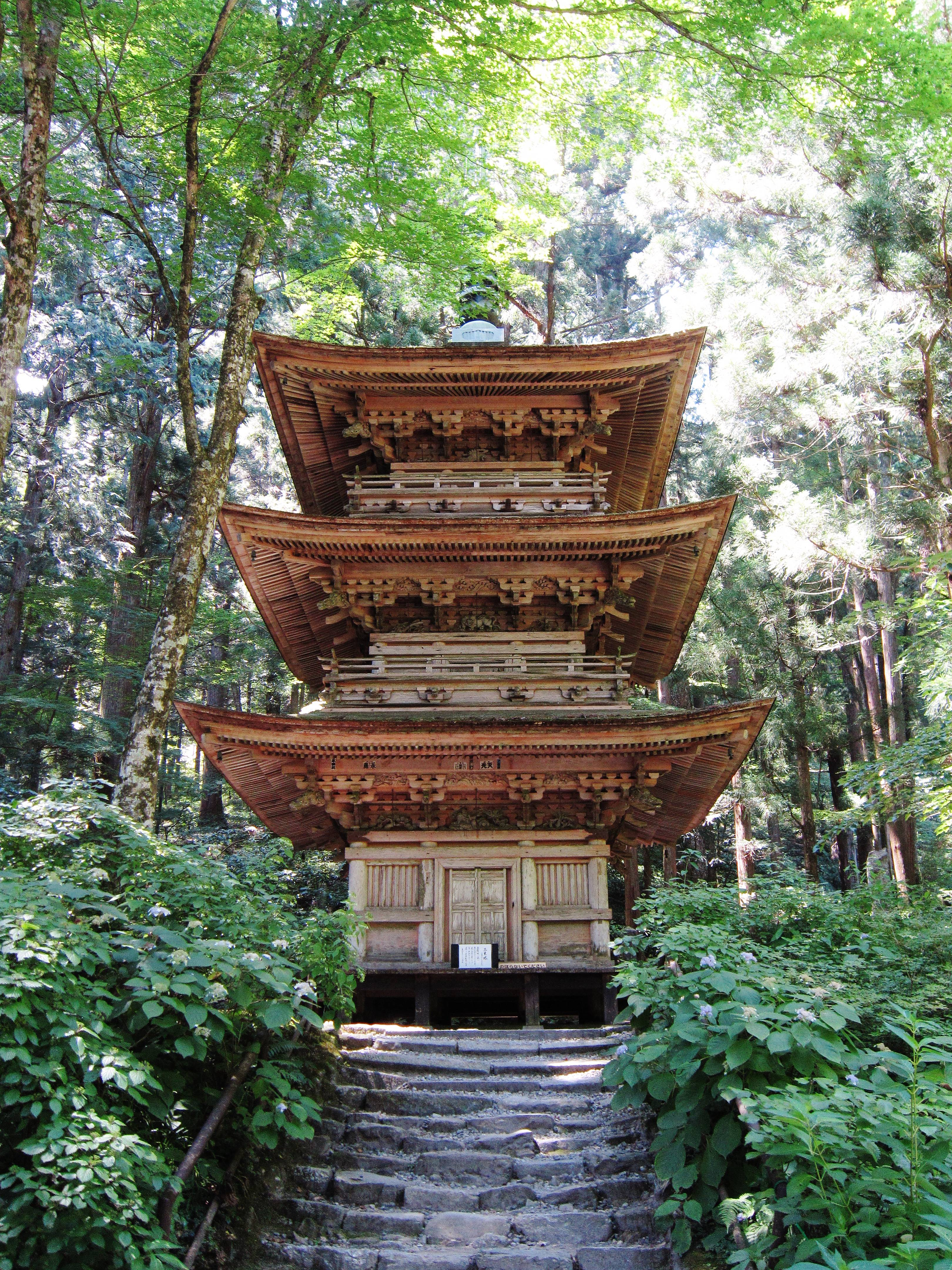
三重塔
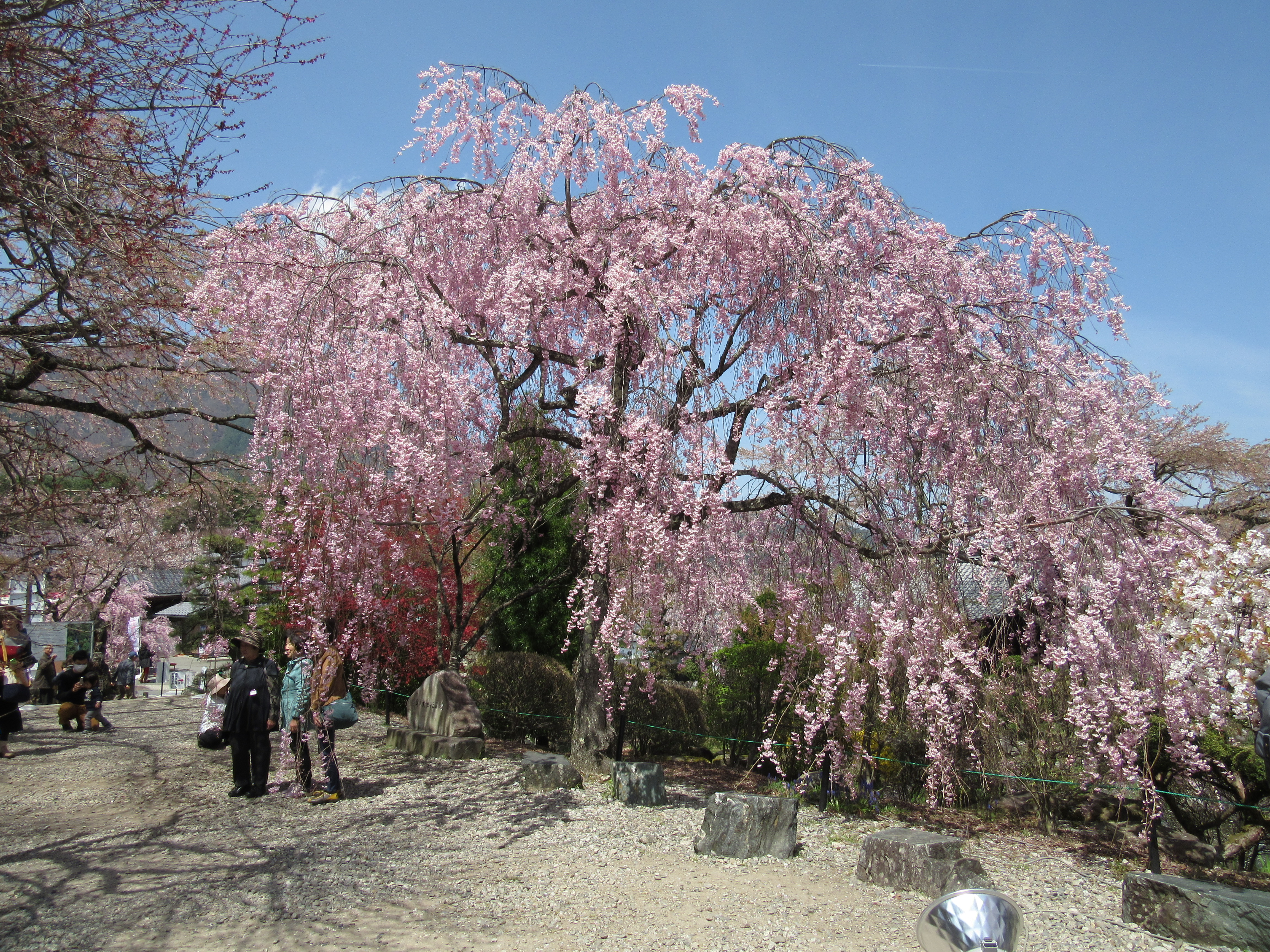
枝垂櫻

## 交通方式
- JR飯田線駒根站下車，往西4公里。
- 乘坐JR駒根站到駒岳纜車線的巴士約10分鐘，在「切石公園下」停靠點下車後，徒步10分鐘。
- 中央自動車道駒根交流道以西1.2公里。

## 外部連結
- 光前寺（页面存档备份，存于）